# Jacques Milet
Pour les articles homonymes, voir Millet.
Jacques Milet (ou Jacques Millet), né à Paris vers 1425 et mort dans cette ville en 1466, est un écrivain et auteur dramatique français de la fin du Moyen Âge.

## Œuvre
Jacques Milet est l’auteur de deux poèmes : une Épitaphe d'Agnès Sorel en latin et La Forest de tristesse en français, écrit en 1459 ; son oeuvre la plus connue, conservée dans treize manuscrits, imprimée dès 1484 et réimprimée jusqu'en 1544, est un mystère en français, La destruction de Troie la grande, de 29 784 vers octosyllabes, écrit entre 1450 et 1452.